# Philippe Lazzarini
Philippe Lazzarini (Neuchâtel, 1964) es un economista y diplomático suizoitaliano que se desempeña como comisionado general de la Agencia de Naciones Unidas para los Refugiados de Palestina en Oriente Próximo (UNRWA, por su acrónimo en inglés) desde el 10 de marzo de 2020.

## Biografía
Lazzarini tiene una Maestría en Administración de Empresas por la Facultad de Economía y Empresa de la Universidad de Lausana y una licenciatura en Economía por la Universidad de Neuchâtel.
Comenzó su carrera internacional en 1989 cuando se unió al Comité Internacional de la Cruz Roja (CICR) y se desempeñó como delegado en múltiples destino, incluidos Sudán del Sur, Líbano, Jordania y Gaza. Desde allí, dirigió las operaciones del CICR en Bosnia, Angola y Ruanda. También se desempeñó como jefe adjunto del Departamento de Comunicaciones del CICR. En septiembre de 1999,  se unió a la Union Bancaire Privée en Ginebra, donde trabajó en la promoción de la responsabilidad social corporativa y la agenda de inversión ética del Banco y como Jefe del Departamento de Marketing.
En 2003, se unió a la Oficina de Naciones Unidas para la Coordinación de Asuntos Humanitarios (OCHA por sus siglas en inglés) como Coordinador de Área en Mossul (Irak). Desde allí pasó a desempeñarse como jefe de Oficina de OCHA en Angola, Somalia y los territorios palestinos ocupados. En 2010 pasó a ser director adjunto de la División de Coordinación y Respuesta de OCHA y en 2013 fue nombrado,bajo el liderazgo de Nicholas Kay, como Representante Especial Adjunto del Secretario General, Coordinador Residente y Humanitario de las Naciones Unidas y Representante Residente del Programa de las Naciones Unidas para el Desarrollo (PNUD) en Somalia.
Desde 2015 hasta 2020, se desempeñó como Coordinador Especial Adjunto de las Naciones Unidas para el Líbano (UNSCOL), Coordinador Residente y Humanitario de las Naciones Unidas y Representante Residente del Programa de las Naciones Unidas para el Desarrollo en el Líbano. Antes de esto, fue representante especial adjunto del secretario general para la Misión de Asistencia de las Naciones Unidas en Somalia (UNSOM), donde también se desempeñó como coordinador residente y Humanitario de las Naciones Unidas y Representante Residente del PNUD. Antes de eso, ocupó altos cargos en la Oficina de Naciones Unidas para la Coordinación de Asuntos Humanitarios (OCHA).
El 24 de abril de 2015, el secretario general de las Naciones Unidas, Ban Ki-moon, anunció el nombramiento de Lazzarini como su coordinador especial adjunto para el Líbano, donde también se desempeñó como coordinador residente y humanitario y representante Residente del PNUD, sucediendo a Ross Mountain; en este cargo, trabajó bajo la supervisión de los sucesivos Coordinadores Especiales Sigrid Kaag (2015-2017), Pernille Dahler Kardel (2017-2019) y Ján Kubiš (2019-2020).

### Comisionado general de la UNRWA
El 18 de marzo de 2020, el secretario general de la ONU, António Guterres, anunció el nombramiento de Philippe Lazzarini como nuevo comisionado general de la Agencia de Naciones Unidas para los Refugiados de Palestina en Oriente Próximo (UNRWA).

En 2023, criticó el bloqueo israelí de la Franja de Gaza. Describió la Franja de Gaza como un «cementerio de una población atrapada entre la guerra, el asedio y las privaciones», y afirmó que «Las generaciones venideras sabrán que vimos cómo se desarrollaba esta tragedia humana a través de las redes sociales y los canales de noticias. No podremos decir que no lo sabíamos. La historia nos preguntará por qué el mundo no tuvo el valor de actuar con decisión y detener este infierno en la tierra». El 9 de febrero de 2024, Lazzarini afirmó que Israel bloqueó los alimentos para 1,1 millones de palestinos en Gaza.

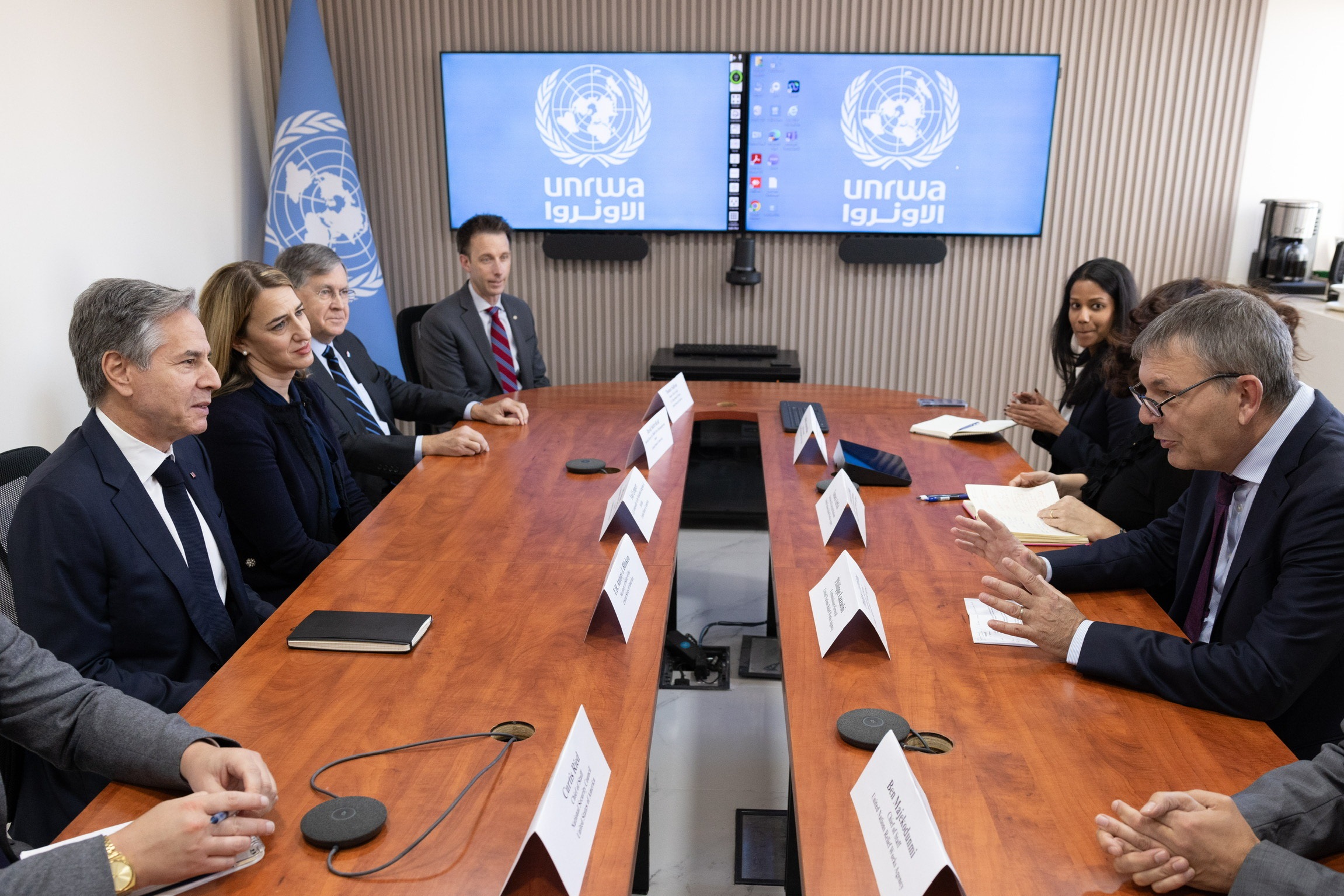
Lazzarini con el secretario de Estado de los Estados Unidos, Antony Blinken, en Amán (Jordania) el 4 de noviembre de 2023.

El 26 de enero de 2024, la UNRWA dijo que Israel había proporcionado a la agencia información que supuestamente probaba que doce de sus empleados habían participado en el ataque liderado por Hamás contra Israel del 7 de octubre de  2023. A este respecto Lazzarini  declaró: «las autoridades israelíes han proporcionado a la UNRWA información sobre la presunta participación de varios empleados de la UNRWA en los horribles ataques contra Israel el 7 de octubre». Además, enfatizó: «para proteger la capacidad de la agencia de brindar asistencia humanitaria, he tomado la decisión de rescindir inmediatamente los contratos de esos miembros del personal e iniciar una investigación para establecer la verdad sin demora», agregando que «cualquier empleado de la UNRWA que haya participado en actos de terror» sería procesado penalmente. El 22 de abril la exministra francesa de Asuntos Exteriores, Catherine Colonna, presentó las conclusiones de la investigación independiente sobre la actuación del personal de la agencia en el ataque de Hamás del 7 de octubre. En dicho informe, Colonna concluye que Israel no había proporcionado pruebas que demuestren la participación del personal de la UNRWA en el ataque: «Israel aún tiene que proporcionar pruebas que respalden esto» además afirmó que «La UNRWA juega un papel indispensable en la región y esto debe ser dicho alto y claro».
El 12 de febrero declaró que no tenía intención de dimitir, como se lo pedían miembros del gobierno de Netanyahu, y planteó que Israel aún no había aportado pruebas que corroboraran sus graves acusaciones. El 12 de marzo de 2024, aseguró que la cifra de niños muertos en la Franja de Gaza como consecuencia de los ataques israelíes es superior al número de menores fallecidos en todas las guerras de los últimos cuatro años. Además afirmó que la ofensiva israelí es una guerra «contra los niños», «contra su infancia» y «contra su futuro» y solicitó un alto el fuego inmediato.
El 18 de abril Lazzarini explicó ante el Consejo de Seguridad de la ONU la «enorme presión» a la que se encuentra sometida la organización debido a los intentos israelíes de «expulsarla» de los Territorios Palestinos Ocupados y por los ataques contra sus trabajadores y «malos tratos y torturas» sufridos por estos durante su detención a manos de las fuerzas israelíes.
Desde el inicio de la guerra de Gaza en octubre de 2023, Lazzarini ha sido objeto de virulentos ataques por parte de las autoridades israelíes. Israel Katz, el ministro de Asuntos Exteriores israelí, le pidió que dimitiera. Su permiso de residencia de un año en Israel fue revocado por el Estado judío, que sólo le concedió visas de un mes. La UNRWA es  el objetivo de una amplia campaña de desestabilización por parte de las autoridades israelíes que piden que se ponga fin a su financiación por parte de la comunidad internacional y consideran que su Parlamento la clasifique como «organización terrorista», al tiempo que bloquean la entrada de sus convoyes de ayuda a la Franja de Gaza y obstaculizan el movimiento de sus profesores y médicos en Cisjordania.
El 28 de mayo de 2025, denunció que uno de los trabajadores de la UNRWA fue víctima en marzo de una «ejecución sumaria» perpetrada por militares israelíes en la Franja de Gaza. Su cuerpo fue localizado el 30 de marzo, en una fosa común junto con los restos de trabajadores de la Media Luna Roja Palestina. Los exámenes realizados al cadáver evidenciaron que «Kamal murió por uno o múltiples disparos en la parte trasera del cráneo». Su muerte eleva a 310 los trabajadores de dicha organización muertos desde que comenzó la guerra de Gaza.

## Condecoraciones
El 9 de abril de 2024, el Gobierno español le concedió la Gran Cruz de la Orden de Isabel la Católica. El 18 de abril el ministro de Asuntos Exteriores, José Manuel Albares, le impuso la condecoración en un acto celebrado en la Misión de España ante las Naciones Unidas en Nueva York.

## Vida personal
Está casado y tiene cuatro hijos. Su esposa, Antonia Mulvey, es una abogada británica, fundadora y directora ejecutiva de Legal Action Worldwide (LAW).